# 제천 박약재
제천 박약재(堤川 博約齋)는 충청북도 제천시 두학동에 있는 조선시대의 건축물이다. 1993년 11월 5일 충청북도의 기념물 제87호로 지정되었다.

## 지정 사유
진주 강씨 문중들이 자녀교육을 목적으로 세운 건물이다. 조선 중기에 세운 것으로 효종 정묘호란 때 척화를 상소한 상곡 강유가 공부하던 곳이다.
앞면 3칸·옆면 2칸 규모로 지붕은 옆면에서 볼 때 여덟 팔(八)자 모양과 비슷한 팔작지붕이다. 중앙에는 대청마루를 조성하고 왼쪽에 방 2개, 오른쪽에 방 1개를 배치하였다. 현판은 조선 후기의 유명한 유학자이며 의병장인 유인석이 직접 쓴 것이다.

## 참고 문헌
- 제천 박약재 - 국가유산청 국가유산포털